# Intel Core i5
De Intel Core i5 is een door Intel ontworpen en geproduceerde serie processoren. De Core i5 is bedoeld als een meer mainstream versie van de Core i7. Moderne Core i5's hebben op desktop meestal zes kernen en twaalf threads. De achtste en negende generaties Intel Core i5 hebben geen twaalf maar zes threads, en missen dus hyper-threading.

## Geschiedenis
Sinds de introductie in 2009 hebben de Core i5's altijd vier kernen en vier threads gehad. Dat zijn even veel threads als de Core i3 serie had in die tijd, maar wel twee extra kernen. De Core i7 had ook vier kernen, maar wel acht threads. Sinds de introductie van de achtste generatie Intel Core, codenaam Coffee Lake, hebben Core i5's op desktop zes kernen. Sinds de tiende generatie Ice Lake en Comet Lake hebben ze ook hyperthreading. In laptops hebben Core i5-modellen vaak geen zes kernen.
| Model                | Kernen | Threads | Kloksnelheid (boost) | Cache | Architectuur        | Introductiejaar |
| -------------------- | ------ | ------- | -------------------- | ----- | ------------------- | --------------- |
| Intel Core i5-12400  | 6      | 12      | 2,5 GHz (4,4 GHz)    | 18 MB | Alder Lake          | 2022            |
| Intel Core i5-11600K | 6      | 12      | 3,9 GHz (4,9 GHz)    | 12 MB | Rocket Lake         | 2021            |
| Intel Core i5-10600K | 6      | 12      | 4,1 GHz (4,8 GHz)    | 12 MB | Comet Lake          | 2020            |
| Intel Core i5-10400  | 6      | 12      | 2,9 GHz (4,3 GHz)    | 12 MB | Comet Lake          | 2020            |
| Intel Core i5-9600K  | 6      | 6       | 3,7 GHz (4,6 GHz)    | 9 MB  | Coffee Lake refresh | 2018            |
| Intel Core i5-9400   | 6      | 6       | 2,9 GHz (4,1 GHz)    | 9 MB  | Coffee Lake refresh | 2019            |
| Intel Core i5-8600K  | 6      | 6       | 3,6 GHz (4,3 GHz)    | 9 MB  | Coffee Lake         | 2017            |
| Intel Core i5-8400   | 6      | 6       | 2,8 GHz (4,0 GHz)    | 9 MB  | Coffee Lake         | 2017            |
| Intel Core i5-7600K  | 4      | 4       | 3,8 GHz (4,2 GHz)    | 6 MB  | Kaby Lake           | 2017            |
| Intel Core i5-7400   | 4      | 4       | 3,0 GHz (3,5 GHz)    | 6 MB  | Kaby Lake           | 2017            |
| Intel Core i5-4690K  | 4      | 4       | 3,5 GHz (3,9 GHz)    | 6 MB  | Haswell             | 2014            |